# Жерве, Владимир Александрович
Владимир Александрович де Жерве (1816—1870) — генерал-майор, герой обороны Севастополя во время Крымской войны.

## Биография
Родился в 1816 году.
Образование получил в 1-м кадетском корпусе, из которого выпущен 6 апреля 1835 года прапорщиком в пехотный Дибича-Забалканского полк.
В 1848 году Жерве получил чин майора и в 1849 году принял участие в Венгерском походе, отличился в сражении на Тисафюредской переправе.
В 1853 году назначен временным командующим Житомирского пехотного полка, во главе которого принял участие в Крымской войне.  В ходе кампании против турок на Дунае, находился при осаде Силистрии. 10 мая 1854 года произведён в подполковники. Затем он состоял в Полтавском пехотном полку, находился в Крыму, где сражался против англо-французов и участвовал в обороне Севастополя. За боевые отличия получил несколько наград и 21 августа 1855 года был произведён в полковники.
12 января 1856 года Жерве был награждён орденом св. Георгия 4-й степени
За особенное отличие при отбитии штурма французов на редут Шварца 27 августа 1855 года.
В 1863 году Жерве был назначен командиром 60-го пехотного Замосцского полка.
В 1869 году произведён в генерал-майоры и назначен помощником начальника 23-й пехотной дивизии.
Скончался 5 января 1870 года.

## Награды
Среди прочих наград Жерве имел ордена:
- Орден Святой Анны 2-й степени (1852 год, императорская корона к этому ордену пожалована в 1859 году)
- Орден Святого Георгия 4-й степени (12 января 1856 года, № 9892 по кавалерскому списку Григоровича — Степанова)
- Орден Святого Владимира 3-й степени (1864 год)